# Agrisius albida
Agrisius albida är en fjärilsart som beskrevs av Daniel 1953. Agrisius albida ingår i släktet Agrisius och familjen björnspinnare. Inga underarter finns listade i Catalogue of Life.